# Felipe Gutiérrez y Toledo
Felipe Gutiérrez y Toledo (Madrid, Corona española, ca. 1500 – Virreinato del Perú, Imperio español, septiembre de 1544) fue un militar español que ocupara el cargo de segundo gobernador de Veragua, cuya jurisdicción remanente se extendía desde los confines de Castilla del Oro hasta el cabo Gracias a Dios, por lo cual comprendía toda la vertiente caribeña de las actuales repúblicas de Costa Rica y Nicaragua y parte de la de Panamá.
Era hermano Diego Gutiérrez y Toledo, primer gobernador de la provincia de Nueva Cartago y Costa Rica.

## Biografía
Felipe Gutiérrez y Toledo había nacido hacia 1500 en la villa de Madrid de Castilla la Nueva que formaba parte de la entonces Corona castellana, siendo hijo de Alonso Gutiérrez de Madrid, tesorero real del emperador Carlos V, y de María Rodríguez de Pisa, ambos eran ricos judeoconversos. Su hermano era Diego Gutiérrez y Toledo, primer gobernador de la provincia de Nueva Cartago y Costa Rica. Se unió en matrimonio con Ana Gómez de Zúñiga.
Fue nombrado por real cédula del 24 de diciembre de 1534 como segundo gobernador de Veragua, cuya jurisdicción remanente se extendía desde los confines de Castilla del Oro (Panamá), hasta el cabo Gracias a Dios, en la actual frontera de Honduras y Nicaragua; es decir, comprendía toda la vertiente caribeña de las actuales Costa Rica y Nicaragua, y parte de la de Panamá.
Salió de España en julio de 1535, con rumbo a su gobernación, pero su expedición fue muy desdichada, ya que le aquejaron el hambre y las enfermedades, así como la hostilidad de los indígenas de la zona.
Tanto entre estos como entre sus propios hombres se hizo notar por su codicia y su crueldad. A orillas del río Belén o Veragua fundó la efímera ciudad de la Concepción, posiblemente el 8 de diciembre de 1535.
Al poco tiempo cundió en la nueva urbe el hambre e incluso se presentaron casos de antropofagia entre los propios españoles, que Gutiérrez reprimió con terrible severidad. Los indígenas de las vecindades sitiaron la población. Gutiérrez, cansado de esperar los socorros que de Nombre de Dios debía conducir el padre Juan de Sosa, aprovechó un navío, abandonó la colonia y se embarcó con setenta hombres. Se dirigió a Nombre de Dios, donde informó la situación. Las autoridades de aquella ciudad despacharon una nave en su auxilio, salvándolos de una muerte segura.
Gutiérrez decidió cruzar el istmo de Panamá en 1536, donde abandonó su cargo definitivamente. Se dirigió a Perú y se puso a las órdenes de Francisco Pizarro con quien marchó al Cuzco.
En 1543, participó en una expedición junto a Diego de Rojas hacia el territorio noroeste de lo que hoy es Argentina. Esta travesía los condujo hasta las regiones actuales de Córdoba y el río Paraná (Entrada de Diego de Rojas al Tucumán). Sin embargo, a su regreso de esta exploración, Gutierrez se negó a respaldar la rebelión liderada por Gonzalo Pizarro.
En medio de una coyuntura convulsa, surgió el conquistador don Gonzalo Pizarro, como figura destacada en una insurrección. Cuya génesis radicaba, en parte, en disputas relacionadas con la autoridad y el poder, así como en un marcado descontento con las políticas y medidas adoptadas por el gobierno colonial. En este contexto, don Gonzalo Pizarro fue nombrado gobernador del Perú en el año 1544 por los oidores de la Audiencia de Lima. No obstante, Felipe no respaldó la sublevación liderada por Gonzalo, la cual se alzaba en abiertamente en rebelión contra la Corona española y su virrey designado.
En consecuencia, Gonzalo Pizarro emitió la orden de ejecutarlo por degollamiento en septiembre de 1544, en la localidad de Guamanga. Este episodio histórico refleja la compleja y a menudo violenta dinámica que caracterizó las relaciones entre los exploradores y conquistadores en América durante el período de la colonización.